# Ljuba Welitsch
Ljuba Welitsch, Veličkova com a cognom de soltera (en búlgar: Люба Величкова?), (Slavyanovo, 10 de juliol de 1913 - Viena, 31 d'agost de 1996) fou una actriu i soprano búlgara naturalitzada austríaca. Es va fer famosa pel seu paper protagonista a Salome de Richard Strauss. La seva carrera internacional fou curta, el seu debut es va veure endarrerit per la Segona Guerra Mundial i el seu final es va veure accelerat pels seus problemes vocals. Es va traslladar a Londres el 1947 i va continuar cantant a Nova York des del 1949.

## Biografia i carrera

### Primers anys
Welitsch va néixer a Slavyanovo, prop de Pleven, Bulgària, on va créixer a la granja de la seva família amb les seves dues germanes. Va desenvolupar el seu interès per la música quan era una nena. Quan tenia vuit anys, una de les seves germanes li va donar un violí i durant un temps es va plantejar convertir-se en músic professional. Després d'abandonar l'escola secundària de Shumen, es va matricular a la facultat de filosofia de la Universitat de Sofia, obtenint un doctorat en recerca. A Sofia va estudiar música amb Georgi Zlatev-Cherkin. Amb finançament del govern búlgar, es va traslladar a Viena per estudiar amb Theo Lierhammer, professor de cant de la Universitat de Música i Art Dramàtic.

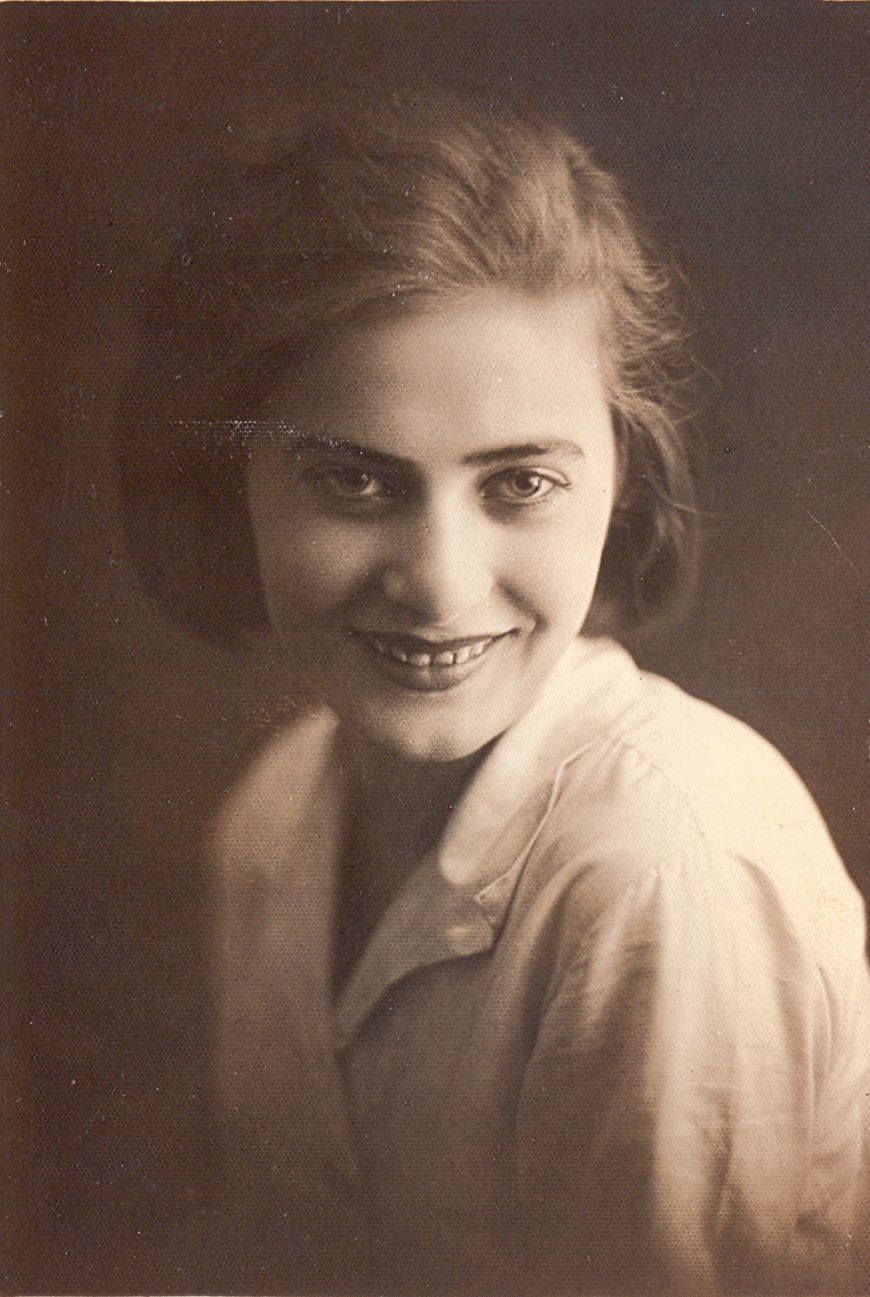
Welitsch a principis dels anys 1930

Welitsch va fer el seu debut operístic a Sofia el 1936, en una petita part de l'òpera Louise de Gustave Charpentier. El seu primer paper important va ser el de Nedda de Pagliacci a l'Òpera de Graz el mateix any. Amb la companyia de Graz va interpretar una àmplia gamma de papers de soprano en obres de compositors com ara Mozart, Wagner, Humperdinck, Puccini i Richard Strauss.
Entre llavors i el final de la Segona Guerra Mundial, va formar part de companyies d'òpera a Hamburg (1941-1943), Múnic i Berlín (1943-1946), on va cantar Ariadne auf Naxos de Richard Strauss. El conegut compositor va quedar impressionat per ella i li va demanar que interpretés el paper principal en una nova producció de la seva òpera Salome, a Viena el 1944, amb motiu del seu 80è aniversari. Ell la va ajudar a preparar l'obra, que va esdevenit l'òpera amb la qual més se la relaciona. Van treballar en l'obra durant sis setmanes abans de la representació. Strauss assistia cada dia als assajos.
Welitsch va obtenir la ciutadania austríaca el 1946. Es va convertir en un membre clau del grup de cantants que el director d'òpera Franz Salmhofer va reunir al seu voltant mentre s'esforçava per reconstruir la companyia de l'Opera de l'Estat de Viena al final de la guerra. A Viena Welitsch va ampliar el seu repertori, afegint papers d'òperes franceses, alemanyes, italianes i russes. A més de Salomé, altres papers amb els quals va estar particularment associada a Viena van ser els de Cio-Cio-san de Madama Butterfly de Puccini i el de Donna Anna de Don Giovanni de Mozart.

### Carrera internacional
El 1947 Salmhofer va portar la companyia a Londres per invitació del Covent Garden Royal Opera House. Welitsch no era completament desconeguda per al públic britànic, ja que havia estat descoberta i ben rebuda en les representacions de la Simfonia núm. 9 de Beethoven i del Rèquiem de Giuseppe Verdi dirigits per John Barbirolli, però la seva participació en un escenari d'òpera constituïa una novetat a la ciutat. Al Covent Garden, les seves interpretacions de Donna i de Salomé van causar sensació, eclipsant la seva companya Maria Cebotari, amb qui compartia els dos papers. Segons el Dictionary of Music and Musicians, va "sorprendre el públic londinenc amb la passió, la puresa vocal i la força irresistible" de les seves actuacions. Mentre estava a Londres, Welitsch va participar en dos programes de televisió, a Elektra de Richard Strauss, dirigida per Thomas Beecham en presència del compositor.
David Webster, director del Royal Opera House, reconeixent el talent de Welitsch, va aconseguir els seus serveis per a la companyia, amb la qual va aparèixer entre 1948 i 1953 a Aida, La bohème, Salome, Tosca i La dama de piques. A Londres les òperes es representaven habitualment en l’idioma local i Welitsch, com altres cantants alemanys que actuaven al Covent Garden, va haver d’aprendre els seus papers en anglès. Quan Welitsch va cantar Donna Anna per al Glyndebourne Festival Opera al Festival d’Edimburg el 1948, el crític Frank Howes va escriure que era un tigre que podia haver menjat tant Don Giovanni com Don Ottavio. El mateix any va cantar la Simfonia n. 9 de Beethoven amb la Wiener Philharmoniker dirigida per Wilhelm Furtwängler al Royal Albert Hall de Londres. El 1949 va interpretar a Edimburg el paper d'Amelia de Un ballo in maschera.

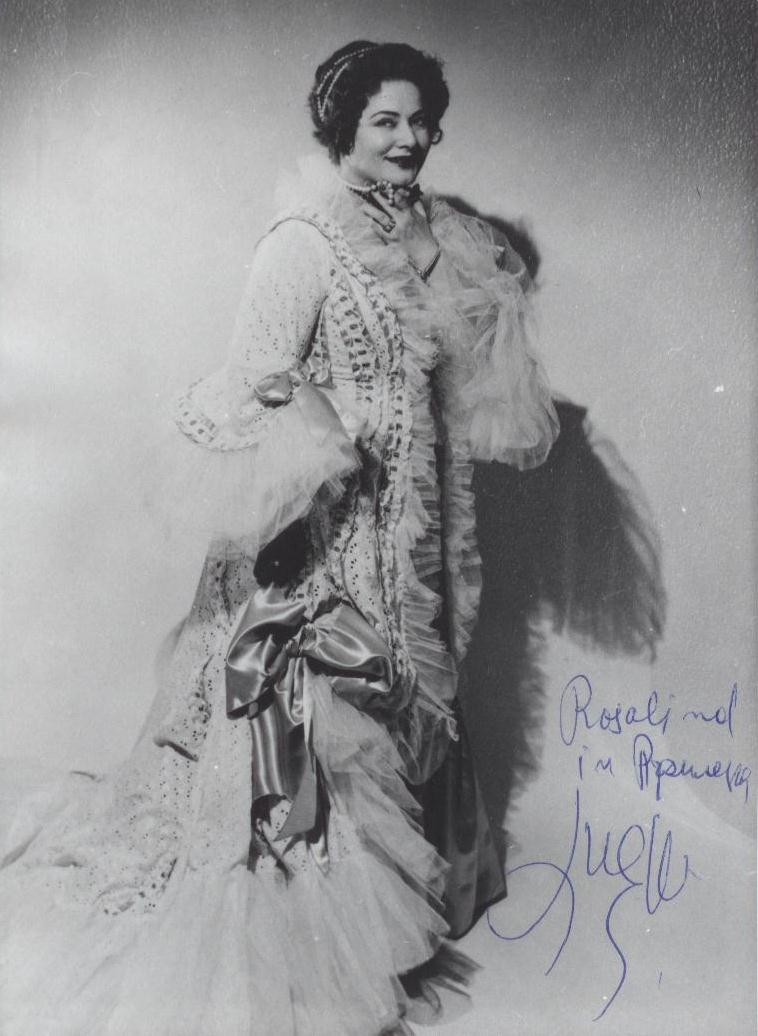
Welitsch com a Rosalinde a Die Fledermaus

Al Metropolitan Opera de Nova York, Welitsch també va interpretar Rosalinde de Die Fledermaus, a més de papers sense parts cantades, com ara la duquessa de Crakentorp a La fille du régiment el 1972.
La carrera internacional de Welitsch es va centrar principalment a Viena, Londres i Nova York, tot i que es va mantenir fidel a Graz on va fer aparicions com a convidada. La van convidar dues vegades a actuar a La Scala, però els seus compromisos no li van permetre-hi acceptar.

### Els darrers anys
El 1953 Welitsch havia desenvolupat nòduls a les seves cordes vocals, que necessitaven cirurgia. Això, agreujat pel seu nombre inusualment elevat d’actuacions, va provocar un ràpid deteriorament de la seva veu, cosa que la va obligar a renunciar als papers principals pels quals havia estat més celebrada. Havia pensat que tindria una carrera més llarga i s'havia plantejat assumir el paper d'Isolda, tot i que no Wagner noera pas del seu gust en general. El crític Tim Ashley va escriure que el comiat de Welitsch amb Salomé va aparèixer a la pel·lícula The Man Between de Carol Reed de 1955, en una escena ambientada a l'Òpera Estatal de Berlín durant una representació de l'òpera: "només es veu a distància, encara que sigui suficient per fer-se una idea de com era a l'escenari".
Welitsch encara va poder interpretar papers com ara Magda a La rondine de Puccini a Viena el 1955 i enregistrar la part del personatge de Marianne del disc Der Rosenkavalier 1956 d'Herbert von Karajan.
Fins i tot després de la seva jubilació, Welitsch va continuar sent considerada pels professionals amb admiració i afecte.
Welitsch es va casar i es va divorciar dues vegades. No va tenir fills. Va morir a Viena després d'una sèrie d'atacs cardíacs el 1996.

## Enregistraments

### Òperes completes
La carrera internacional de Welitsch va acabar al voltant dels temps que els LP es convertien en el mitjà predominant dels enregistraments de música. Van obrir el camí a registres complets d'un gran nombre d'òperes, però Welitsch es va retirar massa d'hora per formar part d'aquest nou desenvolupament. El seu únic enregistrament d’estudi d’una òpera completa va ser Die Fledermaus (en anglès, sense diàlegs) enregistrat per al segell Columbia el desembre de 1950 i gener de 1951 amb el mateix elenc i director de producció del Metropolitan Opera House.
Es va dir que faria una gravació completa d’estudi de Salome, sota la direcció de Reiner, però no va acabar per manca de fons. Els enregistraments en viu complets de Welitsch a Salome es van enregistrar el 1949 i el 1952 i es van publicar temps després en format CD. Els enregistraments d'estudi de Welitsch de Salome que es van publicar van ser de l'escena final, sent el més popular un enregistrament d'estudi de 1949 dirigit per Reiner. La versió esmentada per Steane es va enregistrar a Viena el 1944 sota la direcció de Lovro von Matačić.
Altres enregistraments d'òperes completes amb Welitsch són Elektra (BBC, 1947), Un ballo in maschera (Glyndebourne a Edimburg, 1949) i Aida (Metropolitan, 1949 i 1950). Un enregistrament en directe de Don Giovanni es va fer al Festival de Salzburg el 1950, dirigit per Wilhelm Furtwängler, amb Tito Gobbi, Welitsch, Schwarzkopf i Irmgard Seefried.
Welitsch va interpretar a Marianne en dos enregistraments complets d'El cavaller de la rosa. A més de l'esmentat sota la direcció de Karajan, va interpretar el paper en una gravació italiana del 1957 dirigida per Artur Rodzinski.

## Filmografia
- The Man Between, de Carol Reed (1953)
- Im Prater blüh'n wieder die Bäume, dirigida per Hans Wolff (1958)
- Helden, de Franz Peter Wirth (1958)
- Geliebte Bestie, d’Arthur Maria Rabenalt (1959)
- Liebe auf krummen Beinen, de Thomas Engel (1959)
- La Paloma, de Paul Martin (1959)
- Labyrinth, de Rolf Thiele (1959)
- Du bist wunderbar, de Paul Martin (1959)
- My Niece Doesn't Do That, de Franz Josef Gottlieb (1959)
- Schlußakkord, dirigida per Wolfgang Liebeneiner (1960)
- Geliebte Hochstaplerin, d' Ákos Ráthonyi (1961)
- Eheinstitut Aurora, de Wolfgang Schleif (1962)
- Adorable Julia, d'Alfred Weidenmann (1962)
- Das haben die Mädchen gern, de Kurt Nachmann (1962)
- Charleys Tante, de Géza von Cziffra (1963)
- Das hab ich von Papa gelernt, d’Axel von Ambesser (1964)
- Susanne, die Wirtin von der Lahn, de Franz Antel (1967)
- Paradies der flotten Sünder, dirigida per August Rieger, Rolf Olsen i Géza von Cziffra (1968)
- Eine Nacht a Venedig, dirigida per Václav Kaslík (1974)
- Ein echter Hausfrauenfreund, de Kurt Nachmann (1975)
- Auch Mimosen wollen blühen, de Helmut Meewes (1976)